# زنابير نملية
زنابير نملية أو زنابير ميرموسيد (الاسم العلمي: Myrmosidae)، فصيلة دبابير من غشائيات الأجنحة. وهي تشبه إلى حد كبير النمل المخملي، إناثها عديمة الطيران، وهي دغريات (سارقات الطعام) من أعشاش النحل والدبابير.

## الأجناس
- Carinomyrmosa
- Erimyrmosa
- Krombeinella
- Kudakrumia
- Leiomyrmosa
- Myrmosa
- Myrmosina
- Myrmosula
- Nothomyrmosa
- Paramyrmosa
- Protomutilla
- Pseudomyrmosa